# Крістіна Гарда
Крістіна Гарда (угор. Krisztina Garda, 16 липня 1994) — угорська ватерполістка.
Призерка Олімпійських Ігор 2020 року, учасниця 2016 року.
Призерка Чемпіонату світу з водних видів спорту 2013, 2022 років.